# Rough Rock Community School
Die Rough Rock Community School (ehemals Rough Rock Demonstration School) ist eine zweisprachige Schule in Chinle, in der Navajo Nation Reservation in Arizona, USA. Der Unterricht findet sowohl auf Navajo als auch auf Englisch statt, die Lehrinhalte sind sowohl auf traditionelle Inhalte der Diné als auch auf westliche Inhalte ausgerichtet. Sie war unter den vom Bureau of Indian Affairs finanzierten Schulen die erste von Angehörigen der First Nations selbst verwaltete Schule. Die Schule ist sowohl Tagesschule als auch Internat.
Die Schule wurde 1966 durch Allan Yazzie, unterstützt durch das Ehepaar Robert und Ruth Roessel,  als Rough Rock Demonstration School gegründet, nachdem die Diné die Entscheidungsmacht über die Form der Schulbildung ihrer Kinder gefordert hatte. Bis dahin waren Kinder von ihren Eltern getrennt in englischsprachigen Internate des Bureau of Indian Affairs unterrichtet worden, ohne Bezug zu ihrer Herkunftssprache und -kultur.
Die Schule und ihre Vertreter haben als Beispiel einer zweisprachigen, bikulturellen Bildung einen wesentlichen Einfluss auf die US-amerikanische Indianerpolitik ausgeübt.
Die Schule war bei ihrer Gründung für etwa 200 Kinder und Jugendliche ausgelegt. Sie ist beschrieben worden als ein „zweisprachiges Experiment, bei dem der Unterricht der Weißen mit einer Navajo-Gemeinschaftsschule kombiniert wird, in der sowohl Navajo-Lehrer als auch Weiße unterrichten und die von einer reinen Navajo-Verwaltung geleitet wird“.
Die Schule wurde im Jahr 1994 in Rough Rock Community School umbenannt, als die Pilotphase beendet war.
Zwei Jahre nach der Gründung der Rough Rock Demonstration School wurde ein College in der Selbstverwaltung durch die Diné gegründet und später in Diné College umbenannt.
In Kanada war das 1971 gegründete Blue Quills First Nations College in Alberta die erste längerfristig von Ureinwohnern selbst verwaltete Bildungseinrichtung.